# ساحل دوی (دلاور)
ساحل دوی، دلاور (به انگلیسی: Dewey Beach, Delaware) یک سکونتگاه مسکونی در ایالات متحده آمریکا با جمعیت ۳۴۱ نفر است که در دلاویر واقع شده‌است.